# تیم ملی فوتبال زنان ازبکستان
تیم ملی فوتبال زنان ازبکستان (انگلیسی: Uzbekistan women's national football team) نماینده فوتبال زنان این کشور در رده ملی است و تحت نظارت فدراسیون فوتبال ازبکستان قرار دارد.